# Stefano Tofanelli
Stefano Tofanelli  (Lucques, 26 septembre 1752 - Lucques, 29 novembre 1812)  est un peintre italien néoclassique  actif à la fin du XVIIIe et au début du XIXe siècle à Rome et dans sa ville natale.

## Biographie
À l'âge de dix ans Stefano Tofanelli entre dans l'atelier du peintre Giuseppe Antonio Luchi (1709-1774) et en 1767 il rejoint l'école de Bernardino Nocchi qui en 1769 l'emmène à Rome où
il devient l'élève de Niccolò Lapiccola.
Il est employé par les graveurs pour faire pour leur compte des copies de dessins de peintres célèbres.
Pour Volpato, il réalise une copie de Parnasse de Raphaël, Sibylle et deux prophètes de Michel-Ange, le Martyre de Guido Reni, Aurore et Jour et Nuit de Guercino ainsi qu'un copie de paysage de Claude Lorrain.
Pour l'artiste Raffaello Morghen, il copie les dessins de Poussin (Danse des Heures), de Raphaël  (la Jurisprudence, la Transfiguration, et miracle de Bolsena, et la Madeleine de Murillo.
Il travaille également pour les graveurs Pietro Bettelini, Pietro Fontana et Giovanni Folo.
Tofanelli peint également des retables, des portraits et des scènes mythologiques.
En 1781 il ouvre une école d'Art à Rome, mais par la suite il retourne à Lucques où en 1802 il devient professeur de dessin à l'Université de San Frediano.

## Œuvres
- Prière de Zeus au temple,
- Jésus parmi les docteurs du temple,
- Centaure charmé par le génie de Bacchus,
- Sainte Anne adorant l'Enfant Jésus (1796), Basilica di San Frediano (Lucques)
- Apothéose de Romulus parmi les dieux, Palazzo Altieri, Rome.

## Sources
- (en) Cet article est partiellement ou en totalité issu de l’article de Wikipédia en anglais intitulé « Stefano Tofanelli » (voir la liste des auteurs).